# Ursus City Smile
Ursus City Smile (także: AMZ City Smile) – rodzina niskopodłogowych autobusów przeznaczonych dla komunikacji miejskiej, skonstruowana przez AMZ-Kutno, produkowana od 2011 roku w Kutnie, a od 2015 roku przez polskie konsorcjum Ursus Bus (w skład którego wchodzą: Ursus, AMZ-Kutno oraz Ursus Bus).

## Napęd spalinowy
W 2011 roku producent zabudów autobusowych i pojazdów specjalnych, firma AMZ z Kutna zaprezentowała nowy model niskopodłogowego autobusu miejskiego o długości 12 m. Został on nazwany AMZ City Smile 12 LF. Nazwa nawiązywała do charakterystycznego dla pojazdu designu, który został opracowany przez agencję reklamową Soul&Mind z Poznania. Dolna krawędź przedniej szyby została pofalowana, pod nią umieszczono „uśmiechniętą” atrapę z okrągłymi reflektorami oraz nazwą producenta. Bok pojazdu wyróżnia się niekonwencjonalną linią okien układającą się w kształt uśmiechu. W późniejszych latach zrezygnowano jednak z takiego malowania boku pojazdu, gdyż trudno było je dostosować do indywidualnych wymagań odbiorców. Jednostkę napędową pojazdów stanowił silnik Cummins o mocy 300 KM, opcjonalnie DAF. W autobusie zastosowano przekładnię automatyczną produkcji Voith.
Rok po premierze wersji MAXI, w 2012 roku, firma weszła w segment autobusów MIDI prezentując model City Smile 10 LF. Opierał się on na tych samych rozwiązaniach konstrukcyjnych co dłuższy odpowiednik. Jednocześnie zaprezentowano elektryczny odpowiednik modelu City Smile 10 E.

### Modele
- AMZ City Smile 10LF
- AMZ City Smile 12LF

### Galeria

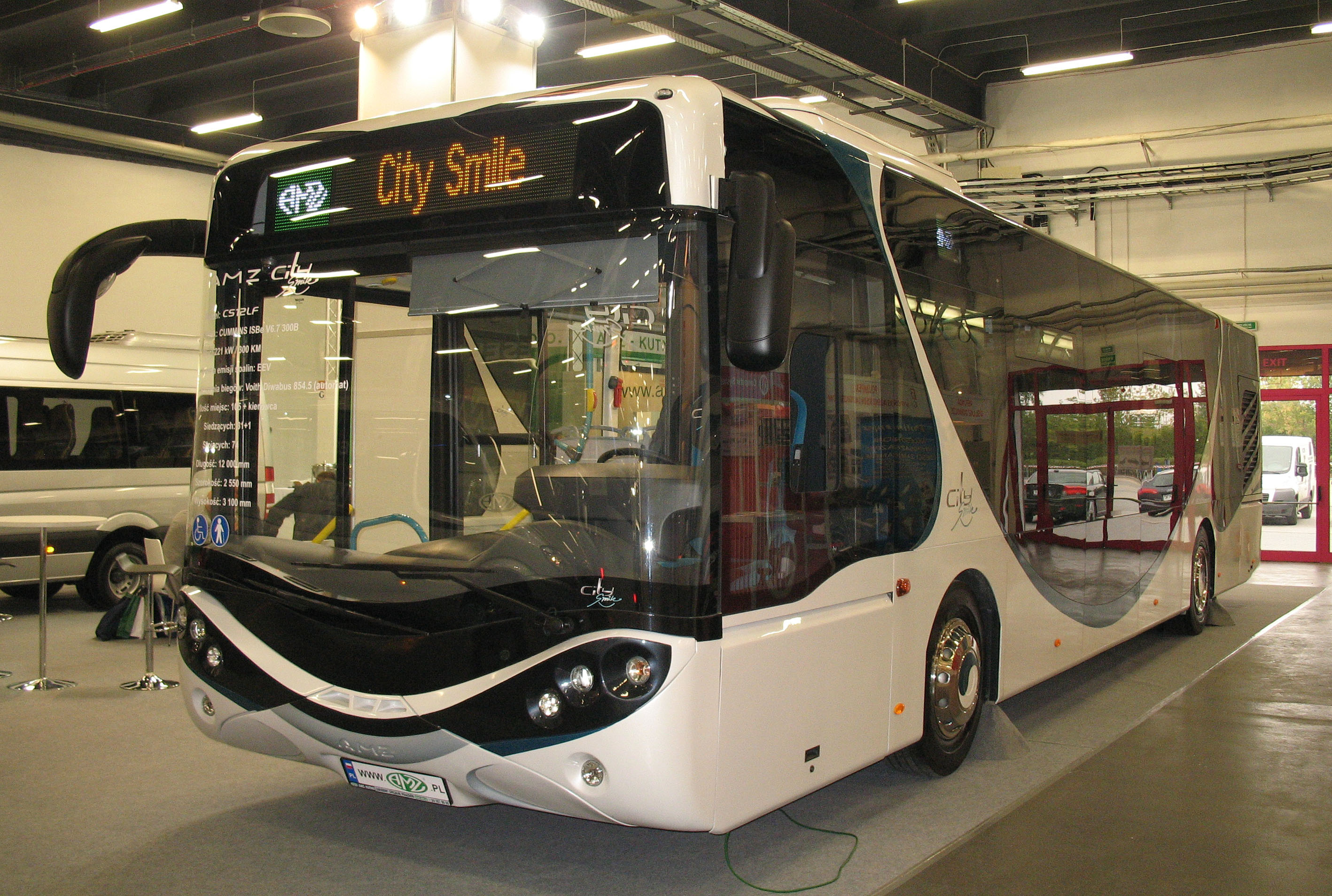
AMZ City Smile 12LF na targach Transexpo
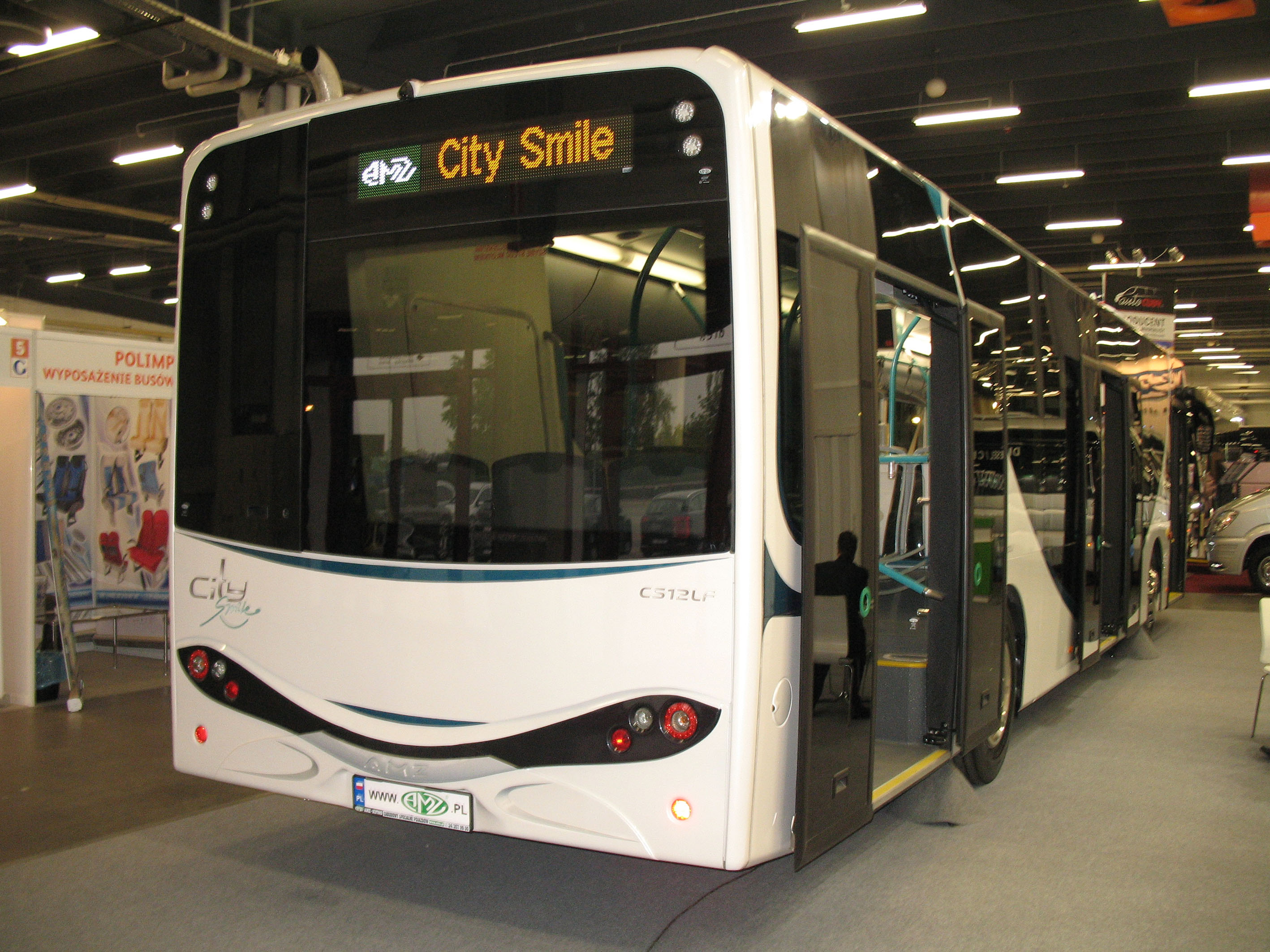
Tył autobusu
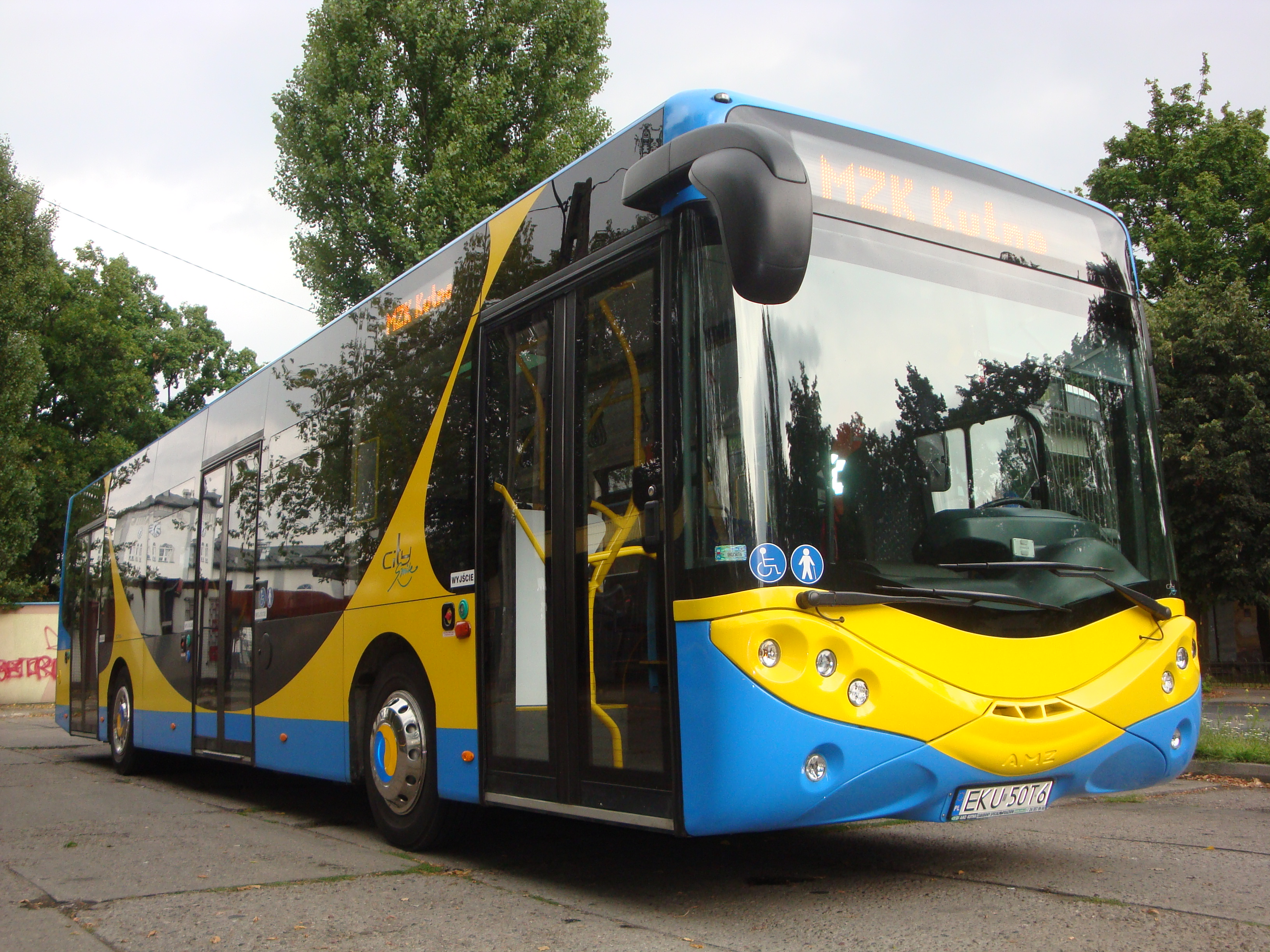
AMZ City Smile 12LF w MZK Kutno
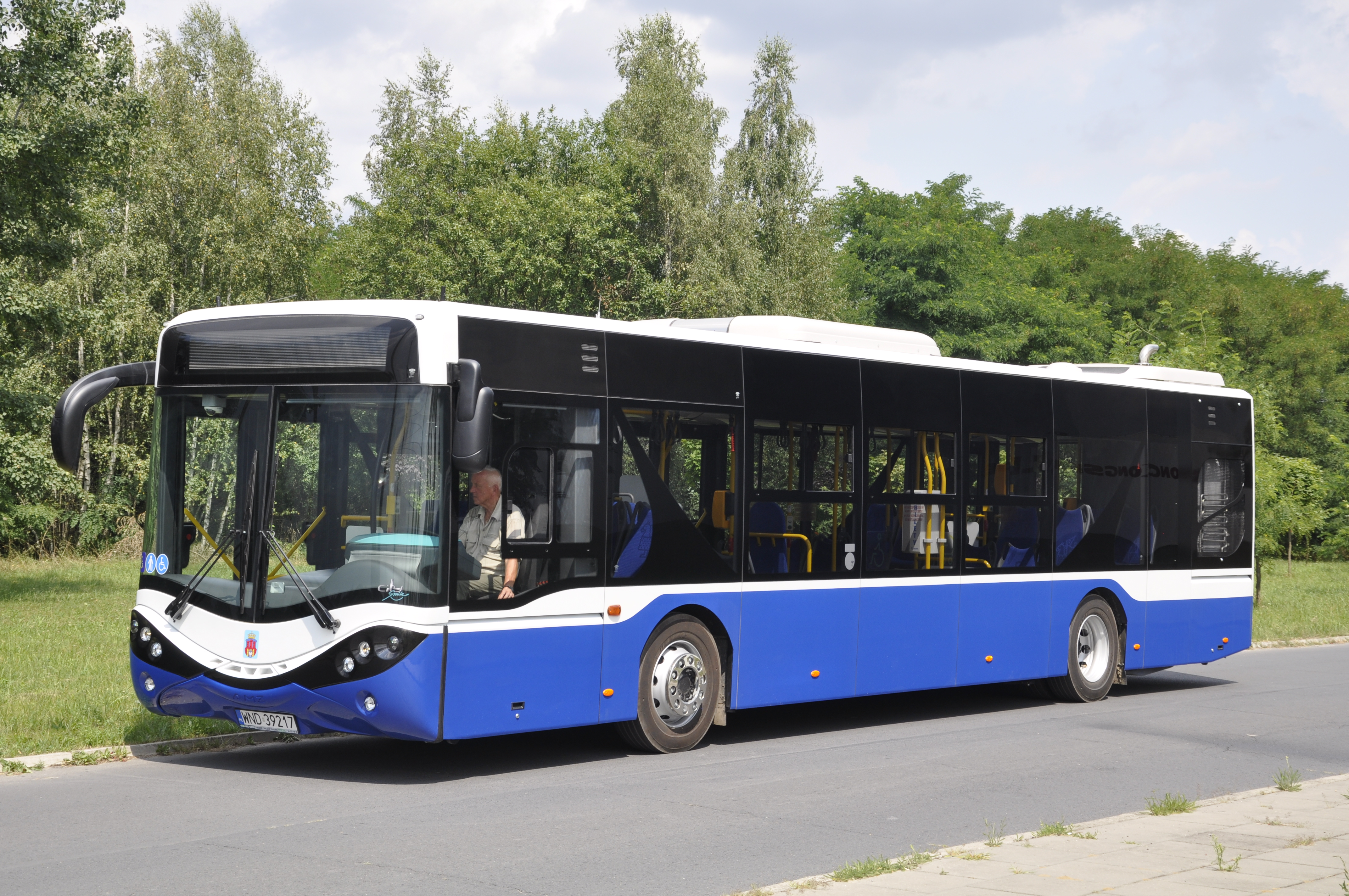
AMZ City Smile 12LF z obecnym malowaniem ściany bocznej (Mobilis Kraków)
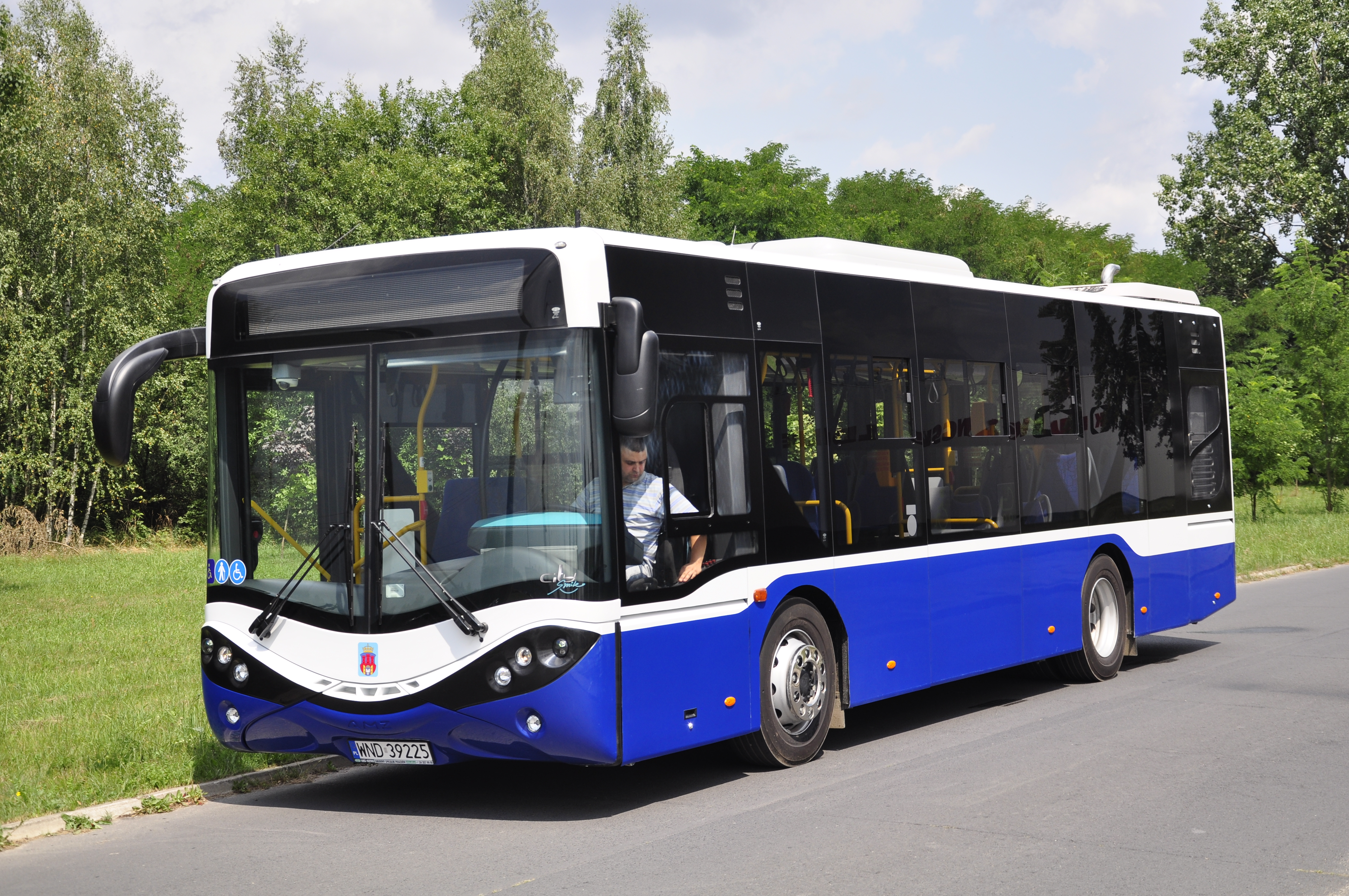
AMZ City Smile 10LF (Mobilis Kraków)
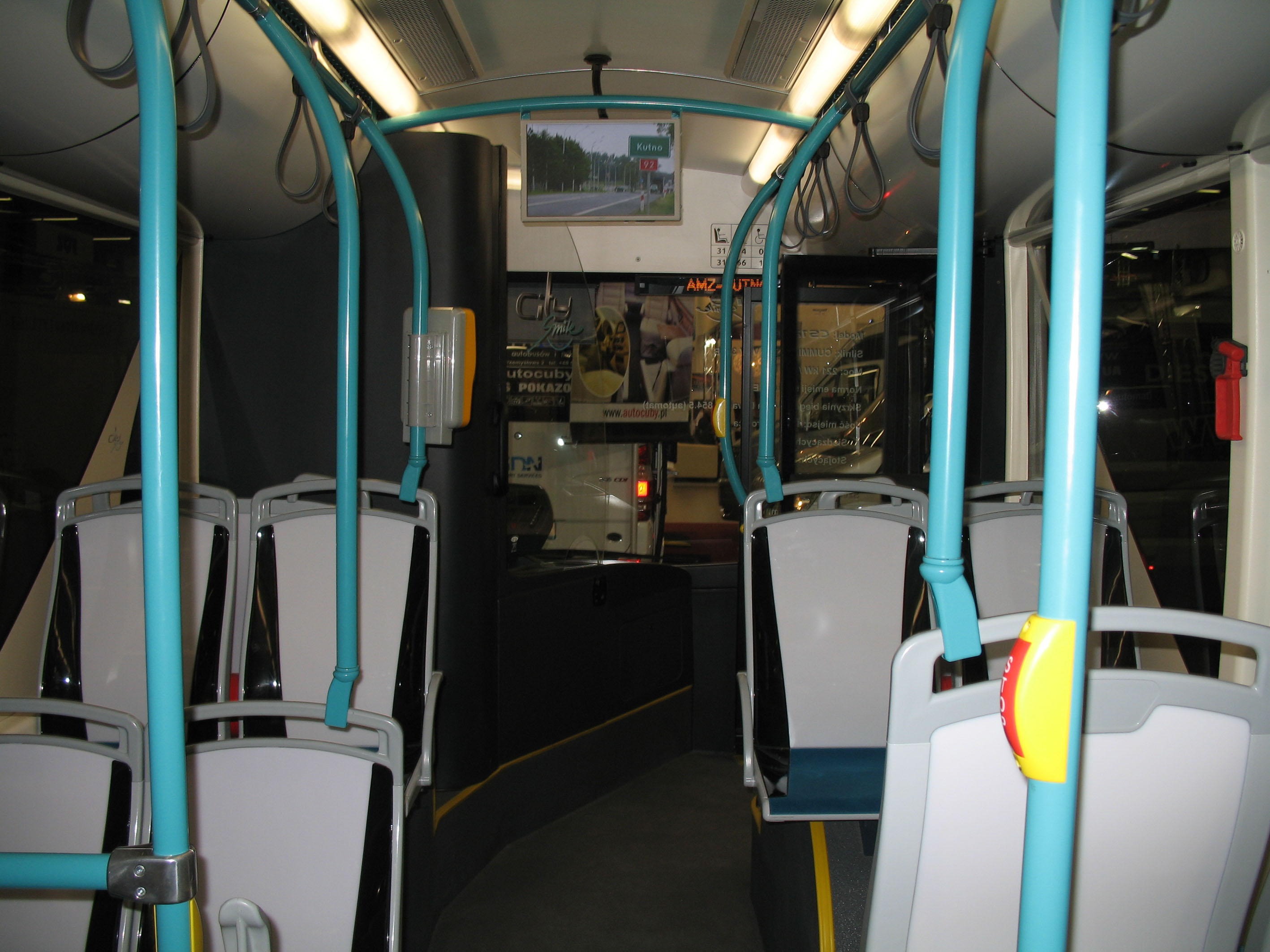
Wnętrze
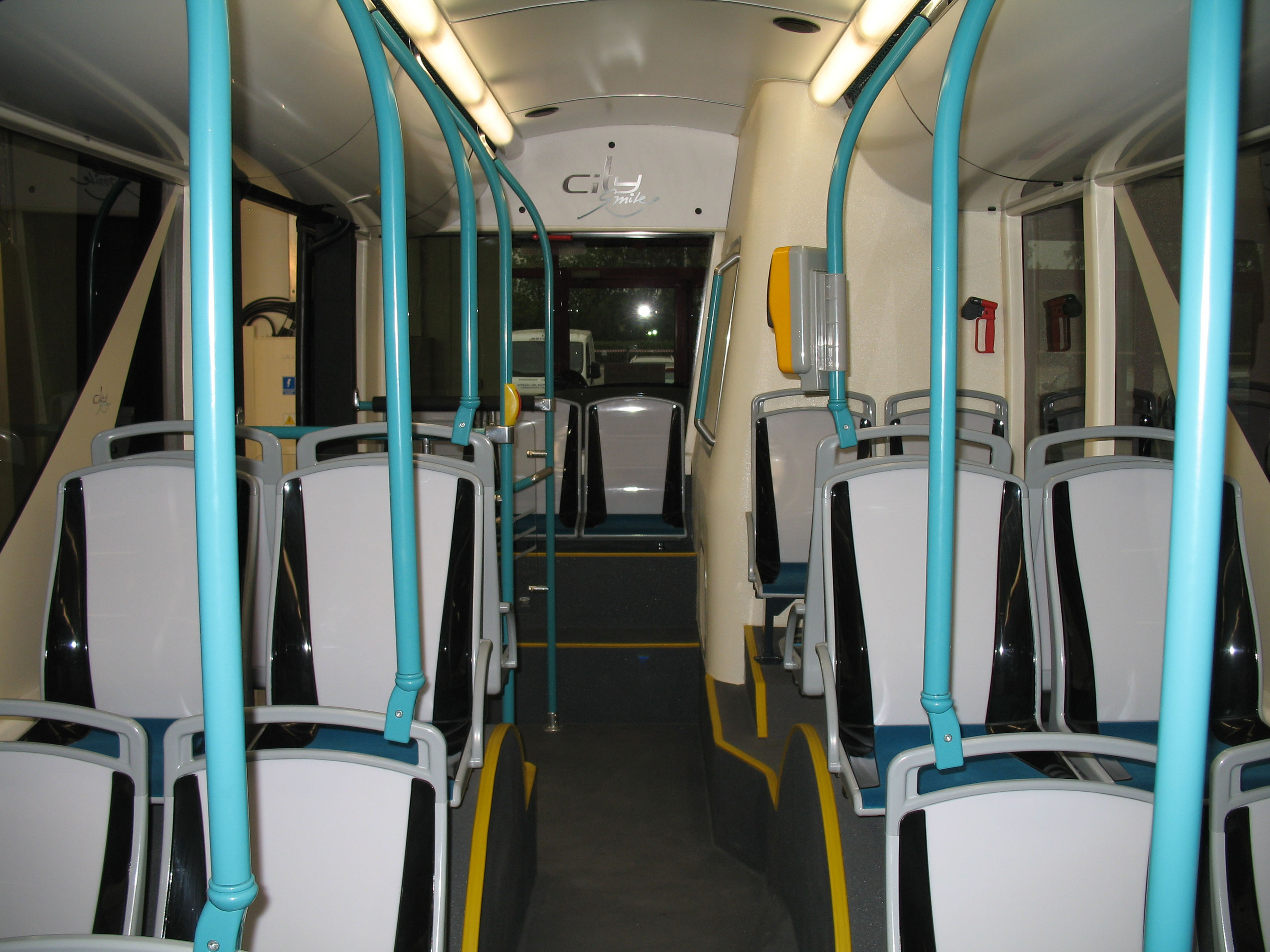
Wnętrze – tył
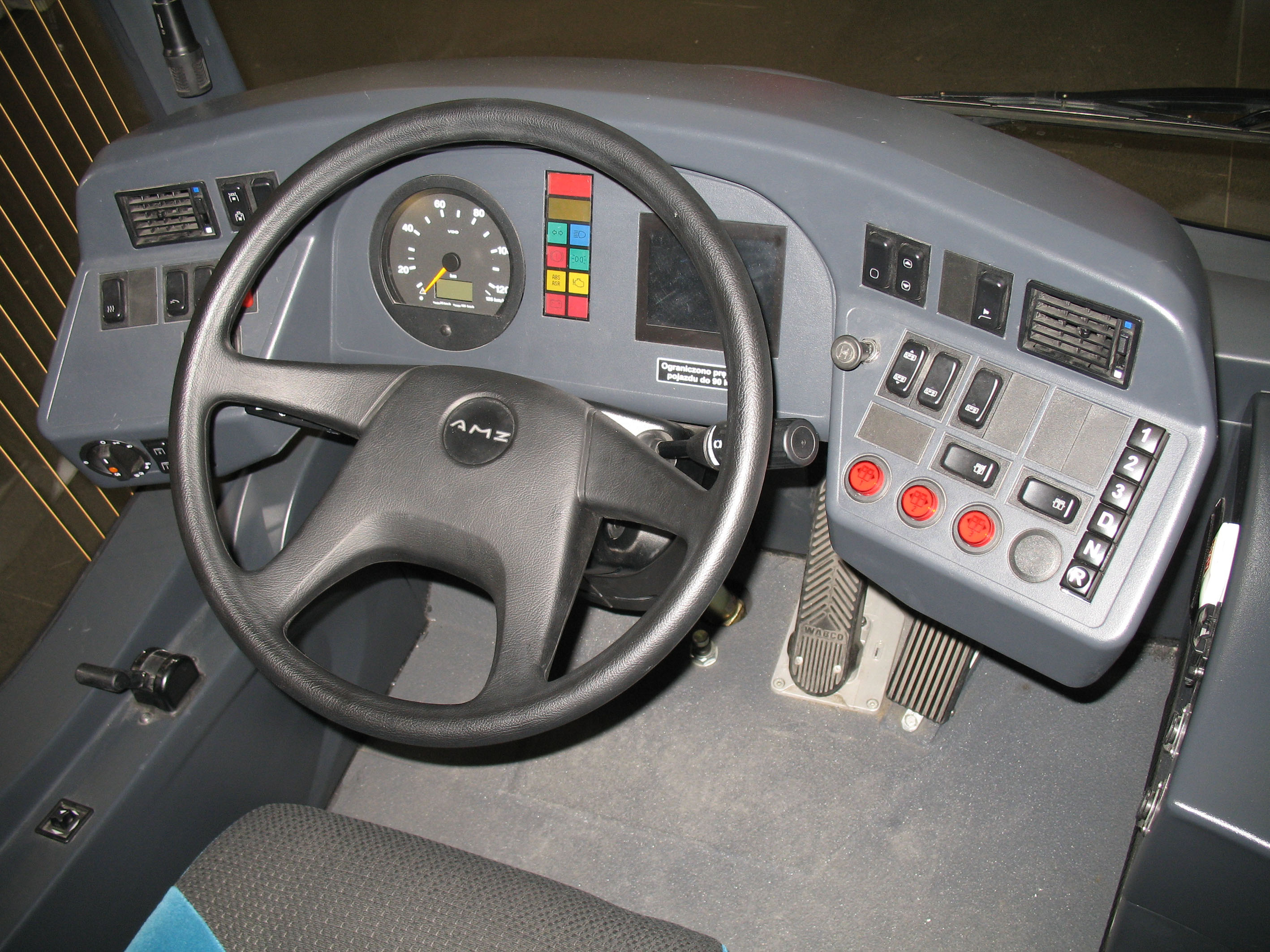
Kabina kierowcy

## Napęd elektryczny
W 2012 roku na Hanower Motor Show swoją premierę miał 10-metrowy midibus elektryczny AMZ Kutno o nazwie CS10E. Autobus jest napędzany silnikiem TAM 1052C6B produkcji czeskiej, najważniejsze komponenty dostarczała firma Cegelec. Według producenta zasięg autobusu ma wynosić ok. 240 km. W latach 2014–2015 przez rok prototypowy egzemplarz był testowany przez MPK Kraków na pierwszej w Polsce linii elektrycznej 154. W późniejszym przetargu na 5 autobusów elektrycznych AMZ przegrał jednak z Solarisem.
W 2013 roku zaprezentowano krótszy od dotychczasowego autobus elektryczny AMZ CS8,5E o długości niespełna 9 m. W styczniu 2014 roku dostarczono pierwszy z trzech przegubowych autobusów elektrycznych dla szwedzkiego przewoźnika Nubina. Powstał on we współpracy pomiędzy AMZ a skandynawską firmą Hybricon. Był to pierwszy na świecie przegubowy autobus elektryczny z napędem poprzez silniki w piastach kół. Jednocześnie wraz z firmą Hybricon powstała wersja 12-metrowa. W sierpniu 2017 roku z miesięcznym opóźnieniem 10 tego typu pojazdów dotarło do MZA Warszawa. W 2017 roku firma wygrała także przetarg na dostawę 47 autobusów elektrycznych dla Zielonej Góry, które są obecnie użytkowane w liczbie 43 sztuk. W grudniu 2018 roku Ursus dostarczył też 10 12-metrowych autobusów dla Komunikacji Miejskiej w Szczecinku.

### Modele
- Ursus City Smile CS8,5E
- Ursus City Smile CS10E
- Ursus City Smile CS12E
- Ursus City Smile CS18E

### Galeria

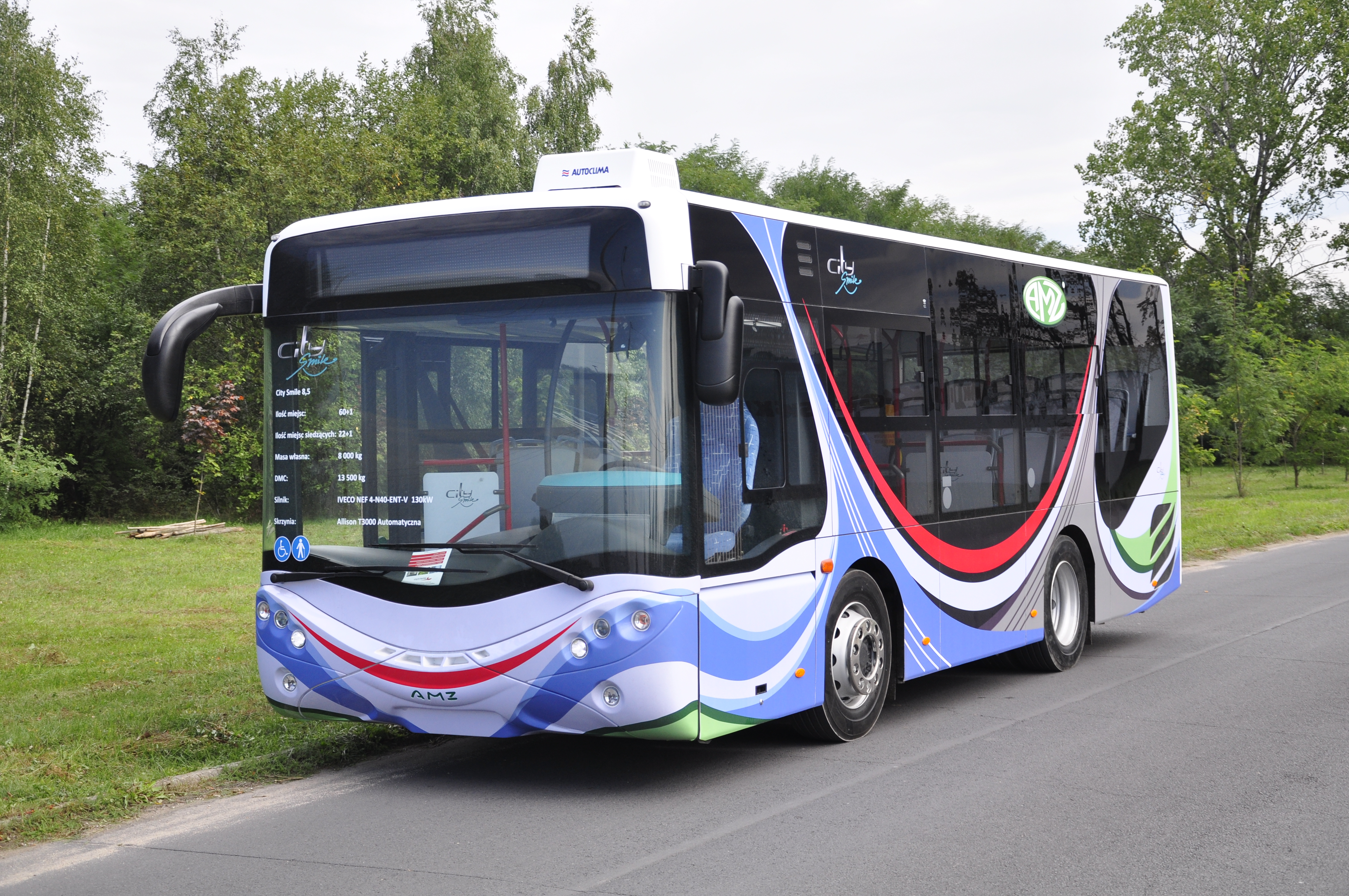
Najkrótsza, 8,5-metrowa wersja
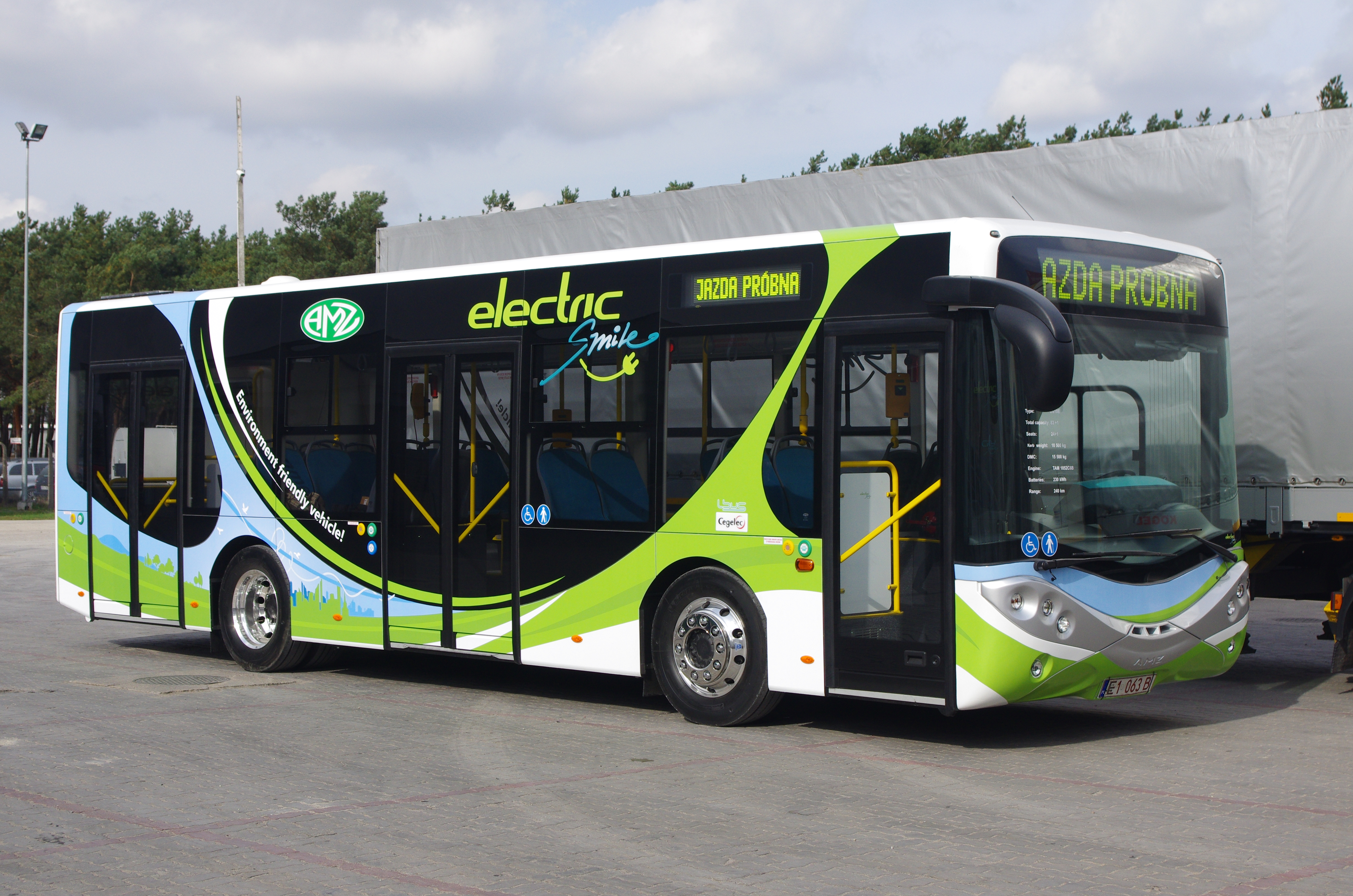
AMZ City Smile 10E
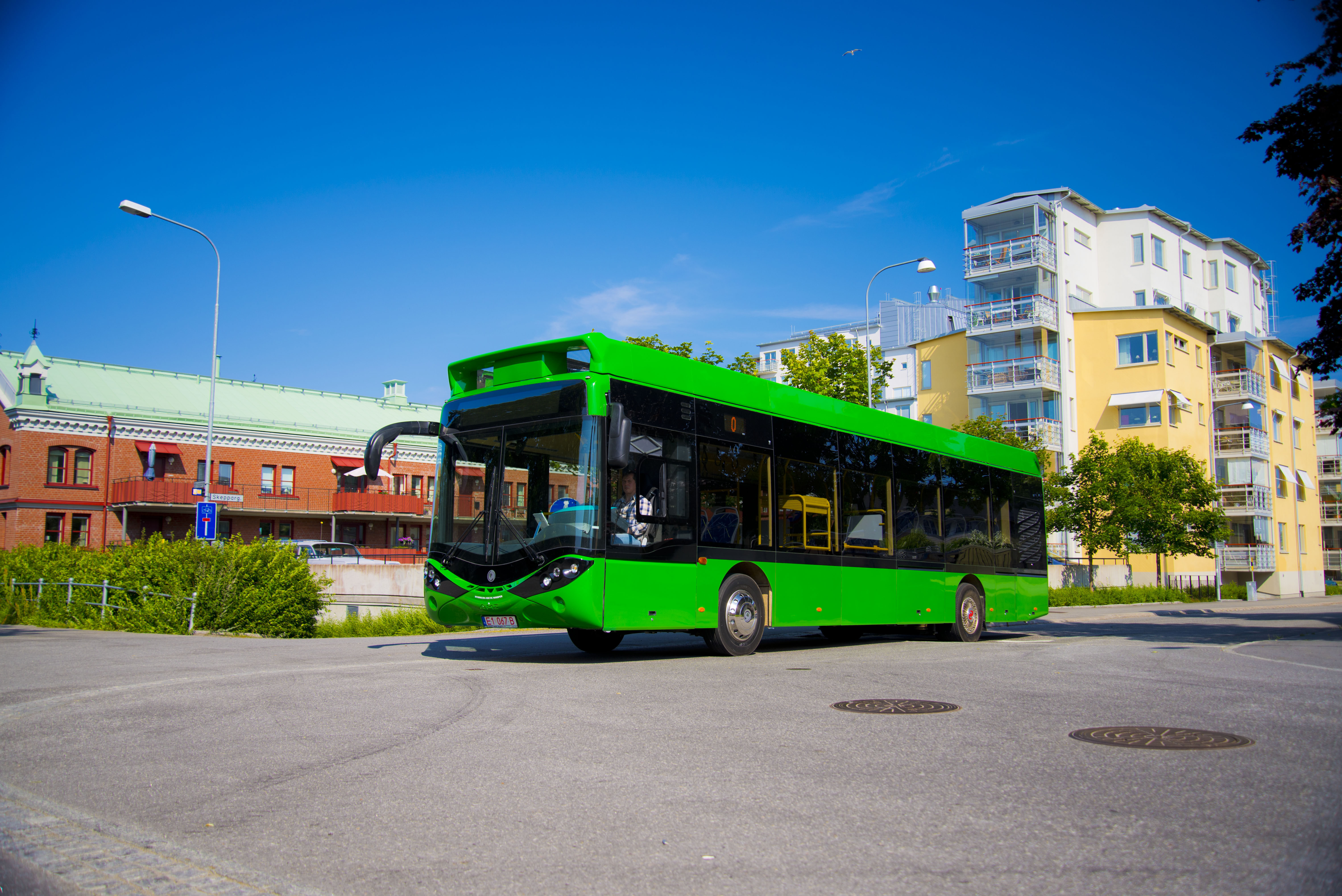
Prototypowy egzemplarz Ursus CS 12 E
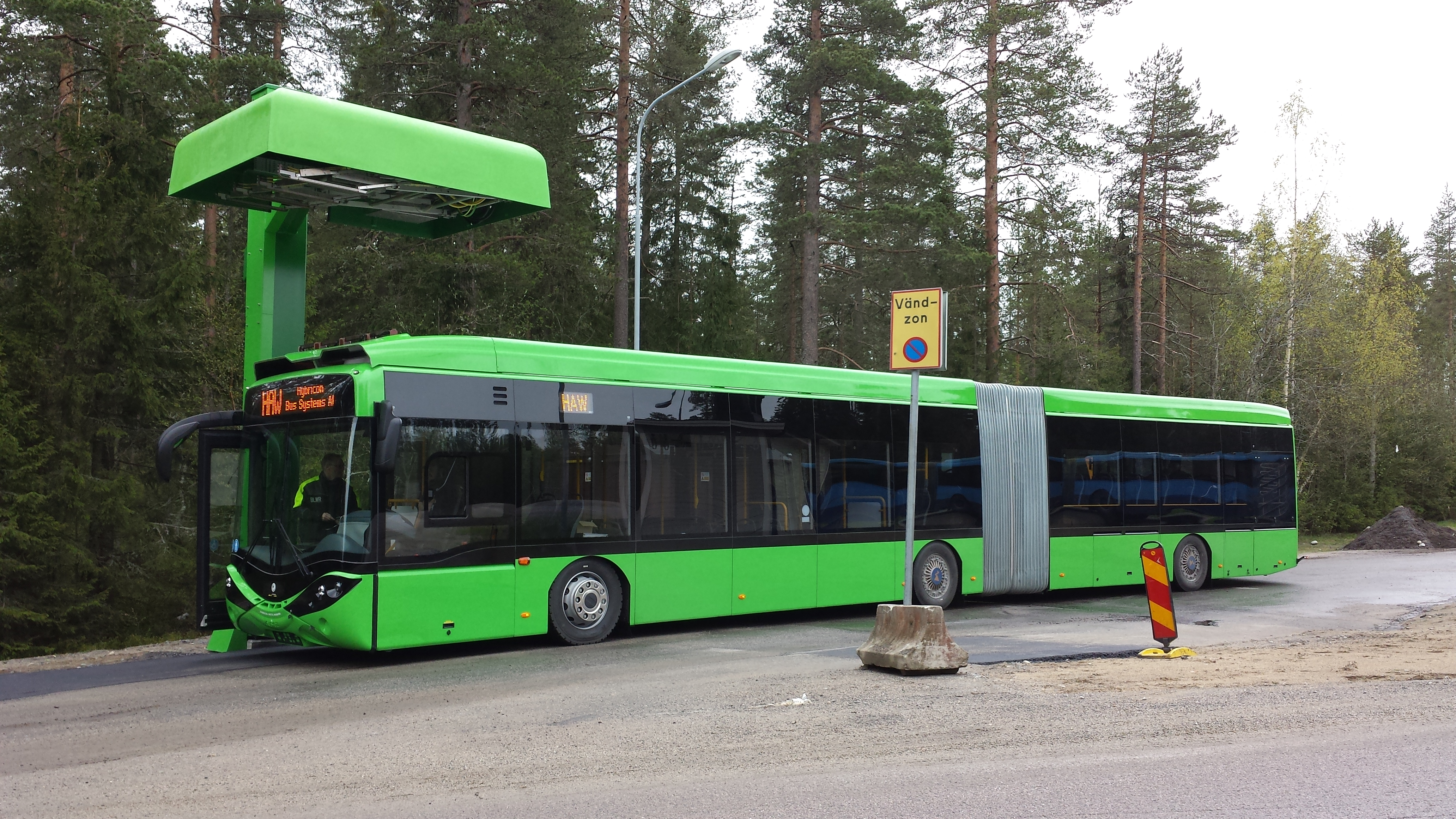
Wersja 18-metrowa w Szwecji, pierwszy przegubowy w pełni elektryczny autobus z silnikami w piastach kół
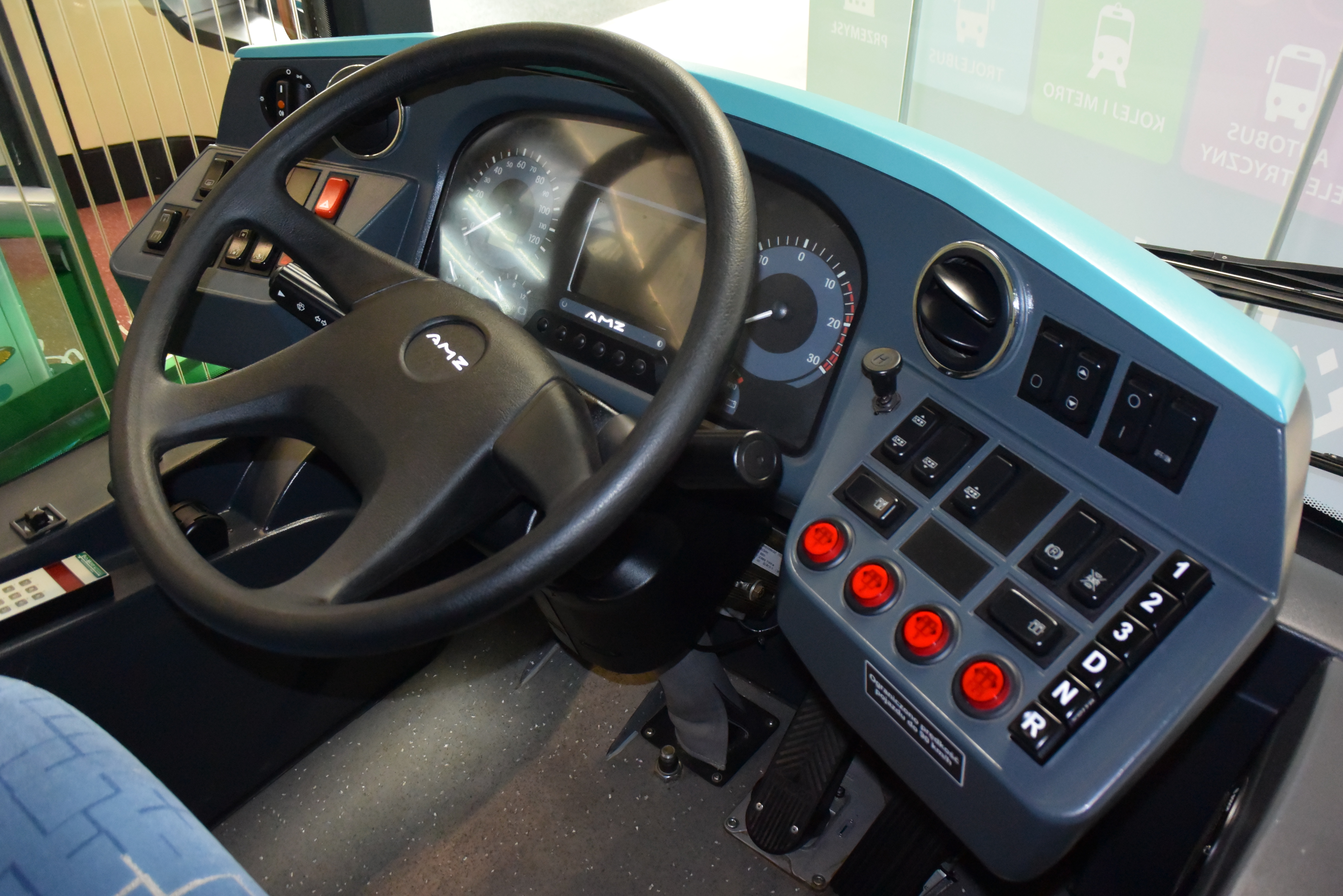
Kabina kierowcy
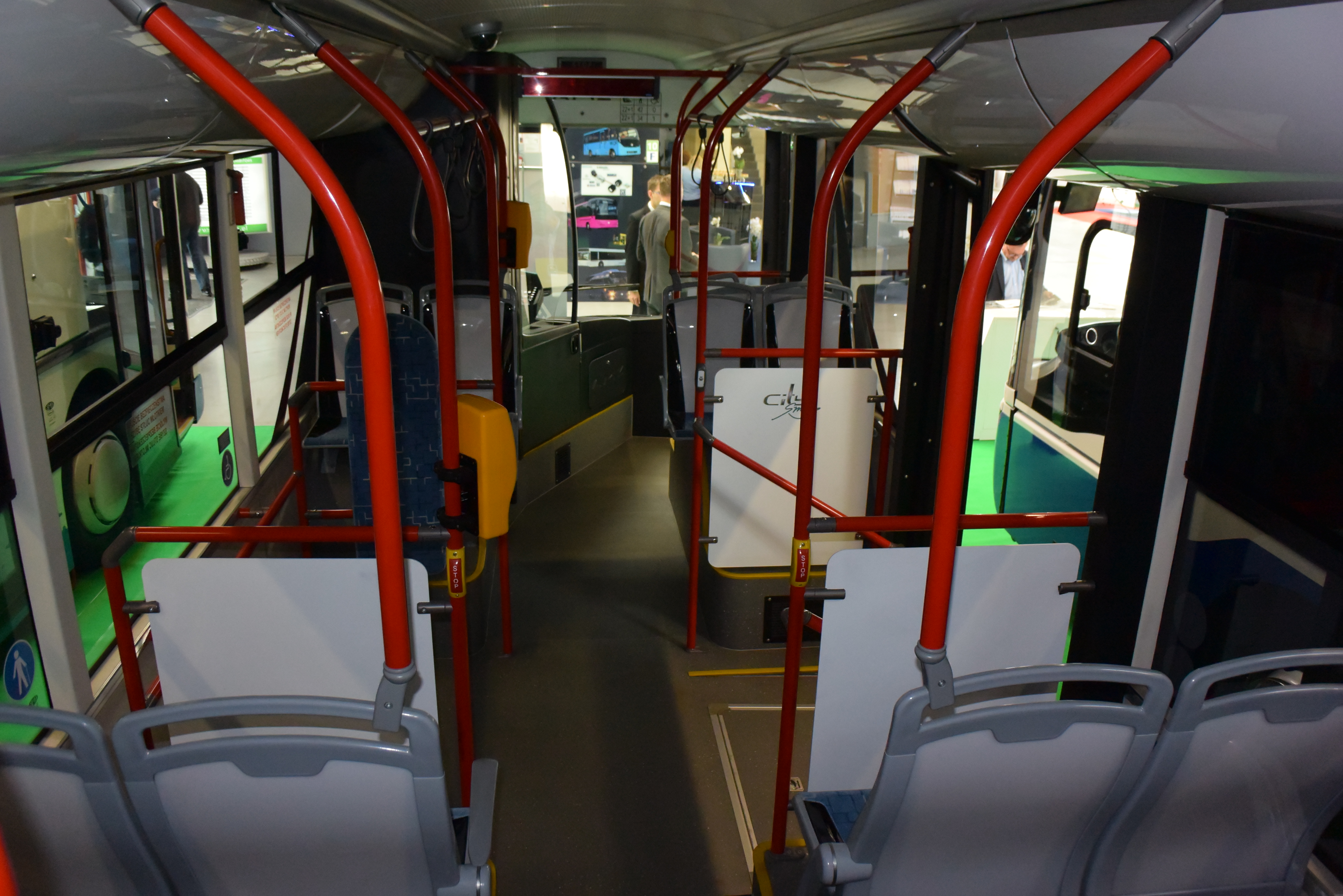
Wnętrze najkrótszej wersji

## Napęd wodorowy
Prototypowy pojazd zasilany wodorem o nazwie Ursus City Smile Fuel Cell Electric Bus (także: Ursus City Smile CS12H) został zaprezentowany w 2016 na targach motoryzacyjnych w Hanowerze. Jest to jedna z pierwszych tego typu konstrukcji w Europie i pierwsza wykonana przez polską firmę. Wyprodukowany został w zakładach Ursusa w Lublinie w kooperacji z zagranicznymi podmiotami. Według wstępnej wyceny producenta autobus ma kosztować ok. 800 tys. euro.

### Konstrukcja
Pojazd posiada silniki produkcji niemieckiego przedsiębiorstwa Ziehl-Abegg, a instalację wodorową holenderskiego wytwórcy HyMove. Jest zdolny przewieźć 75 pasażerów, w tym 28 na miejscach siedzących.
W skład układu zasilania paliwem wchodzi zasobnik na wodór o pojemności 35 kg gazu. Pojazd spala ok. 7 kg gazu na 100 km, co daje możliwość przejechania bez tankowania ok. 450 km. Tankowanie wodoru trwa 10 min. Wodór łącząc się z tlenem atmosferycznym w ogniwie paliwowym wytwarza energię elektryczną, zasilającą umieszczone w piastach kół silniki elektryczne.

### Ekologia
Zaletami zastosowania napędu wodorowego w autobusie miejskim jest fakt, iż pojazd w trakcie eksploatacji nie powoduje hałasu oraz nie emituje spalin, typowych dla pozostałych pojazdów silnikowych, tj. aldehydów, tlenku węgla, tlenków azotu, tlenków siarki, węglowodorów ani szkodliwie działającego w niskich warstwach atmosfery ozonu – jedynym produktem utleniania wodoru w ogniwie paliwowym jest naturalnie występująca w środowisku para wodna. Pojazdy napędzane wodorem przewyższają wszystkie obecnie stosowane na świecie normy emisji. Zastosowanie takich pojazdów ma szczególne znaczenie w aglomeracjach miejskich o zwartej zabudowie i znacznym natężeniu ruchu drogowego, borykających się z problemem smogu.

### Galeria

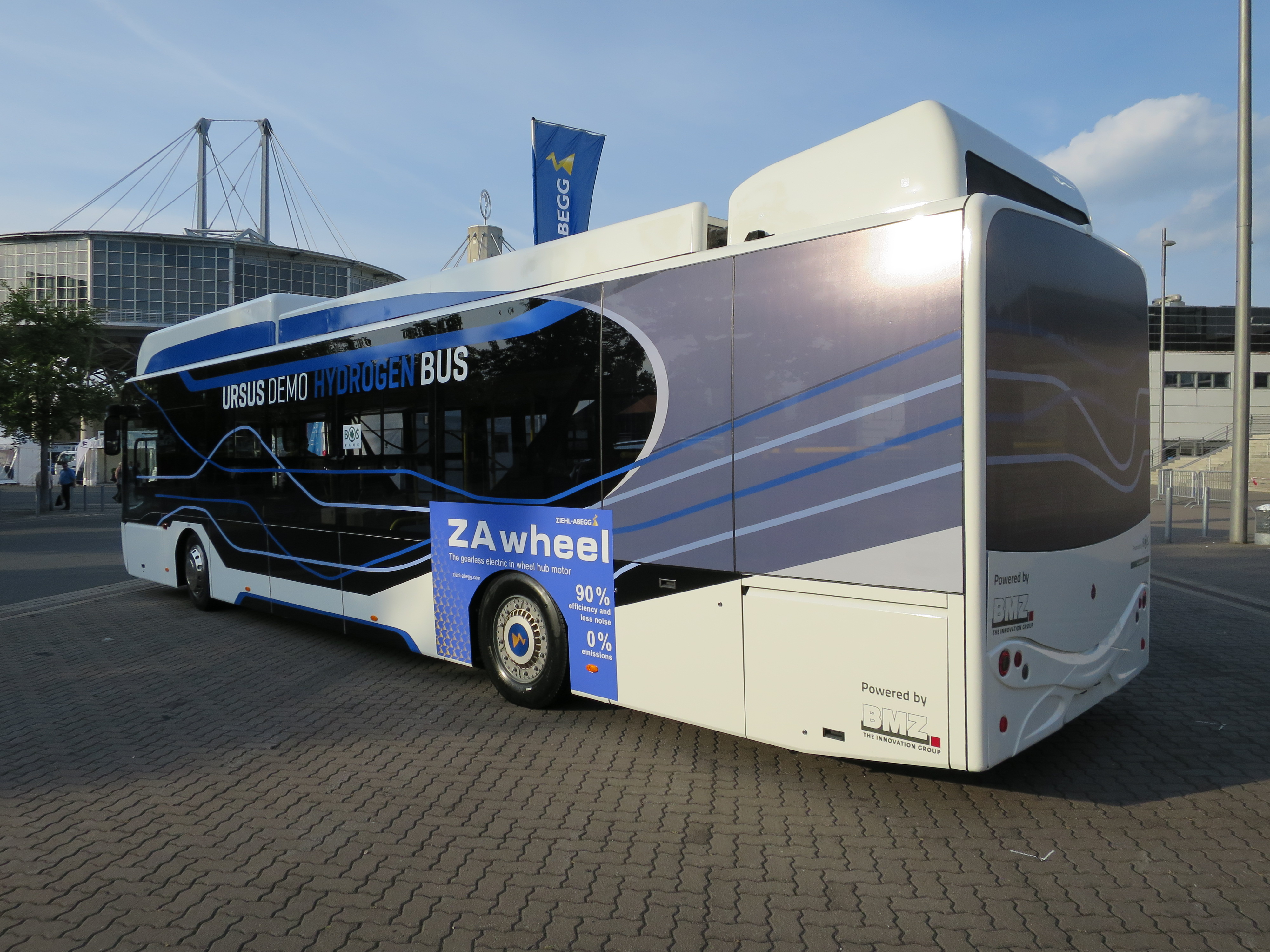
Lewa strona
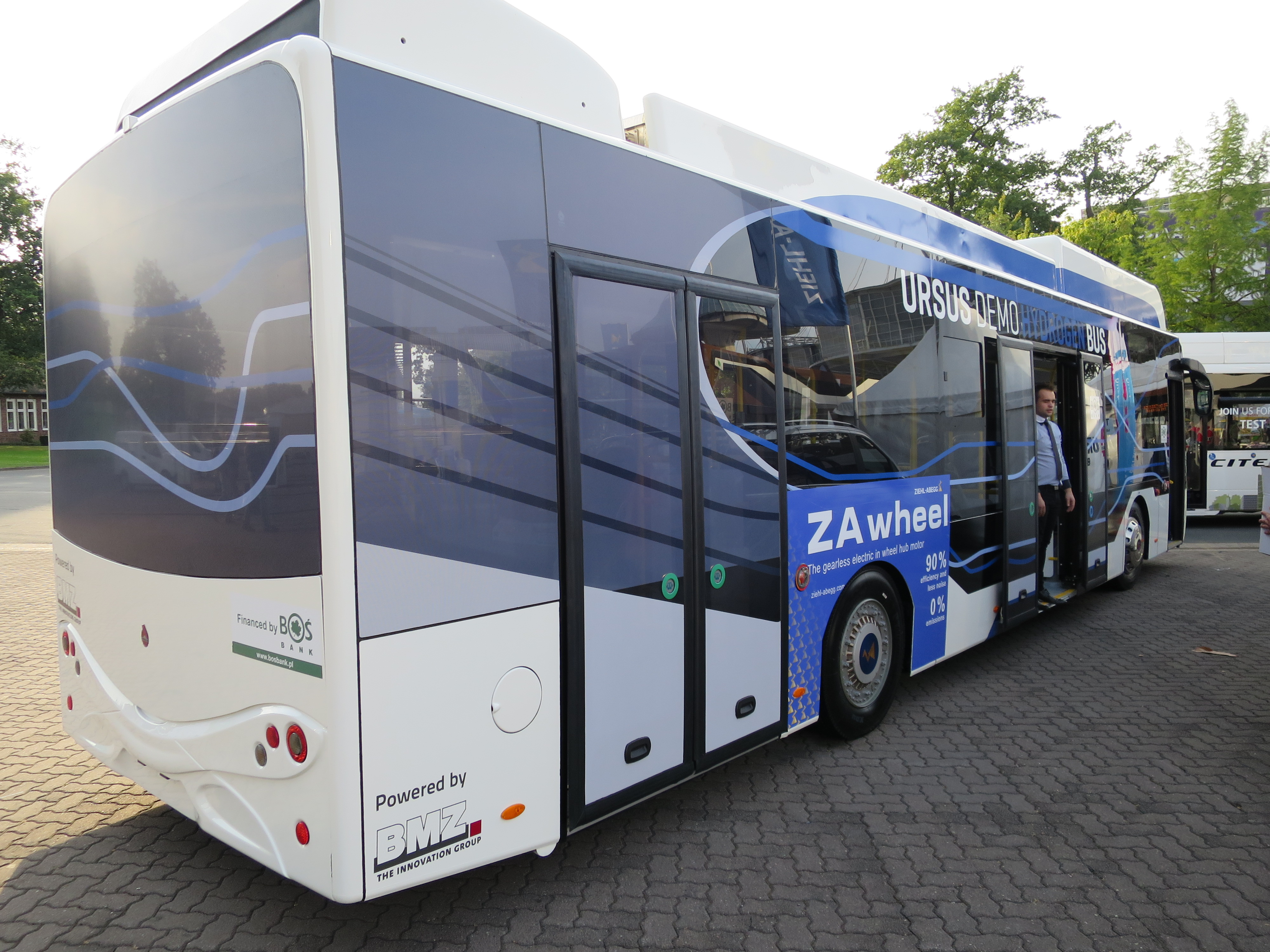
Ursus – tył
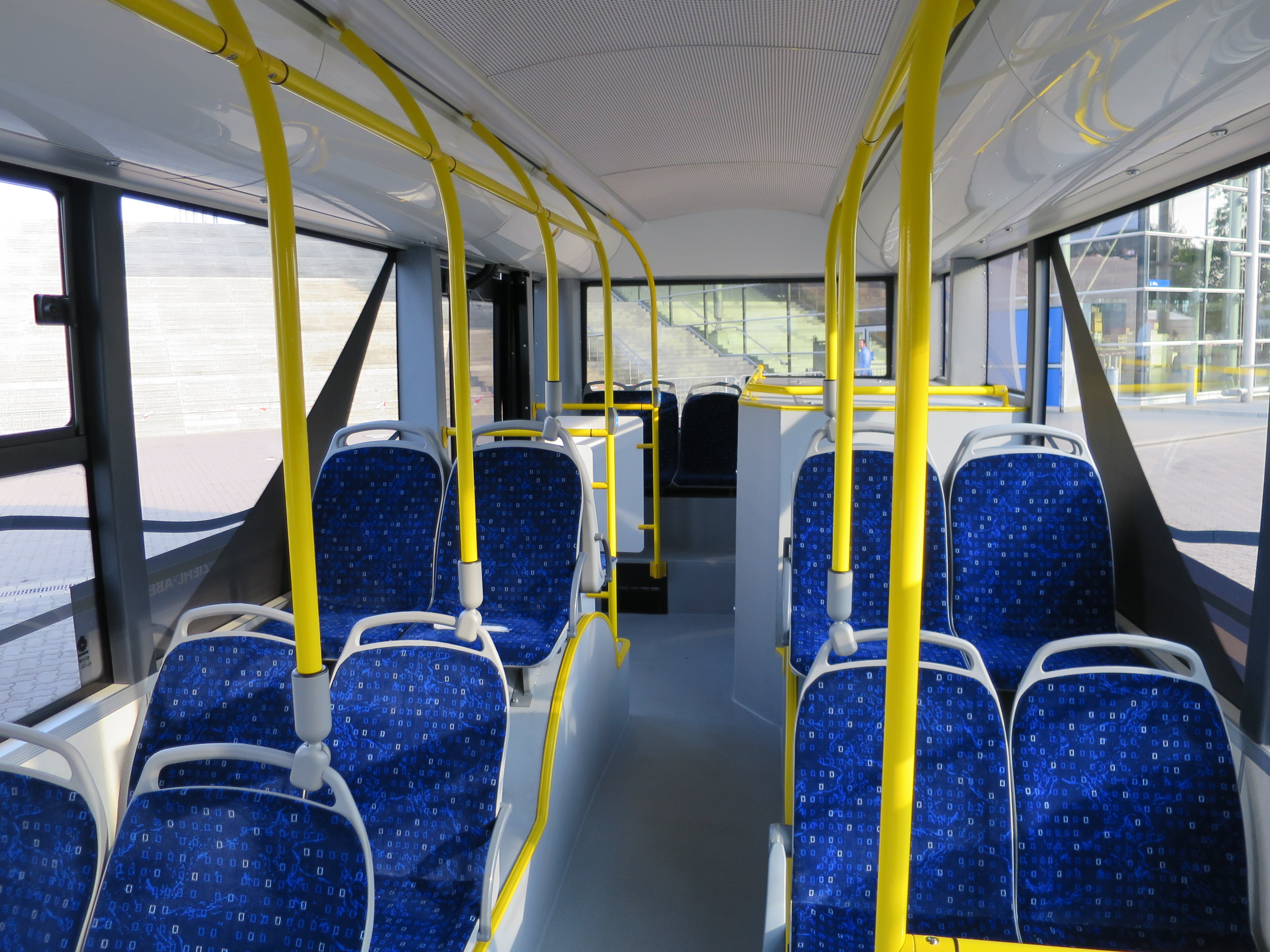
Przestrzeń pasażerska
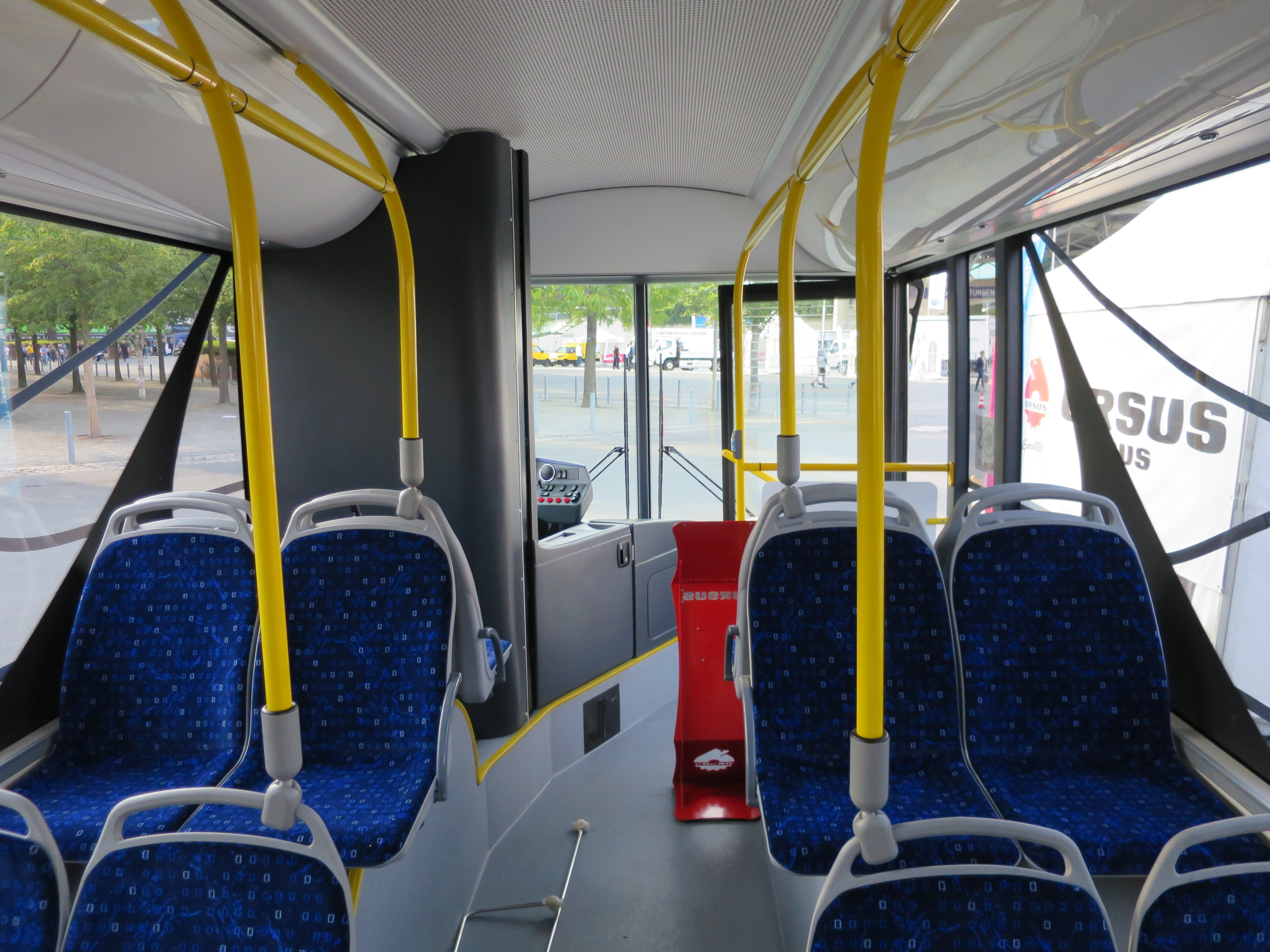
Przednia część
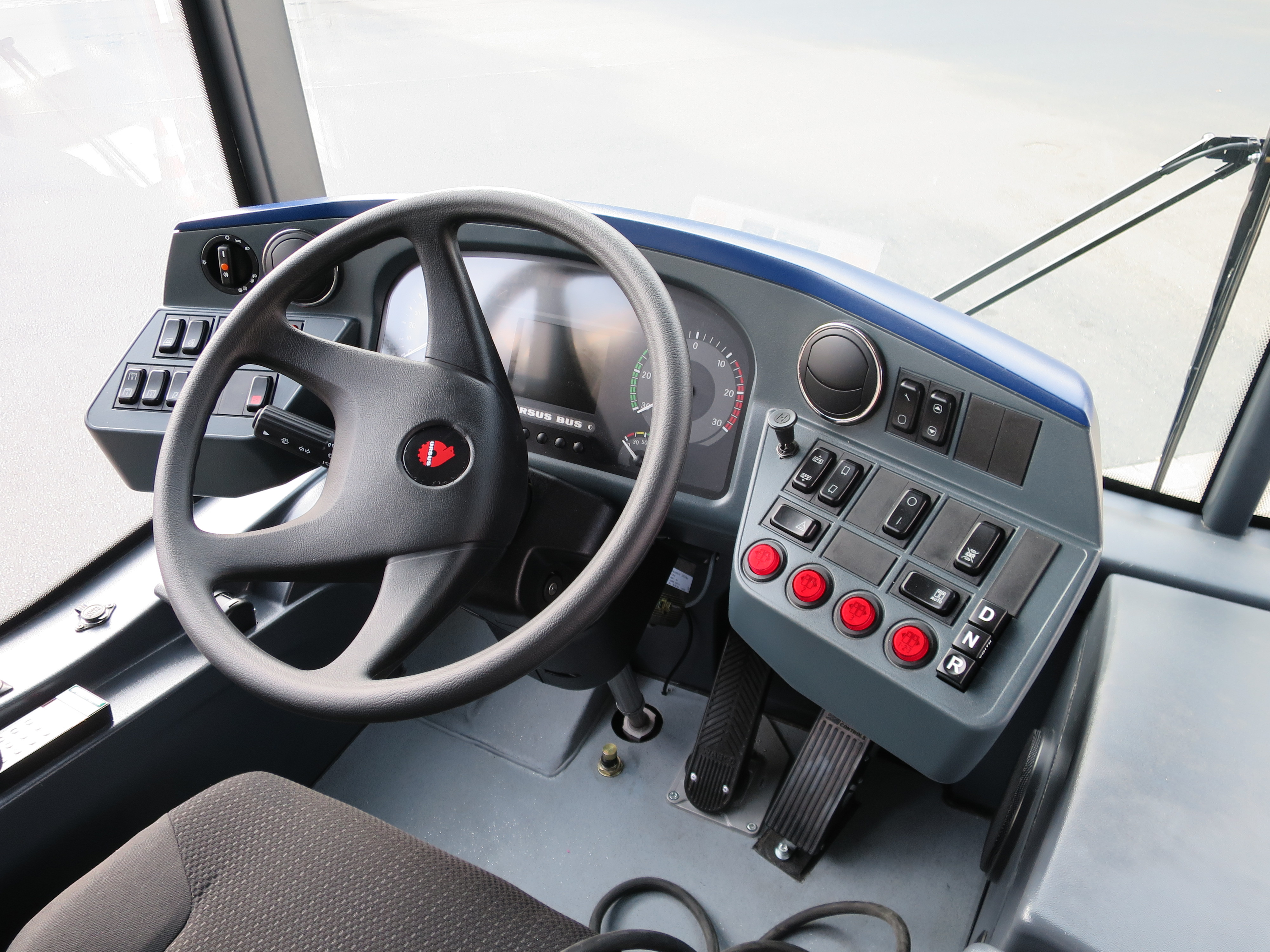
Deska rozdzielcza

## Trolejbusy

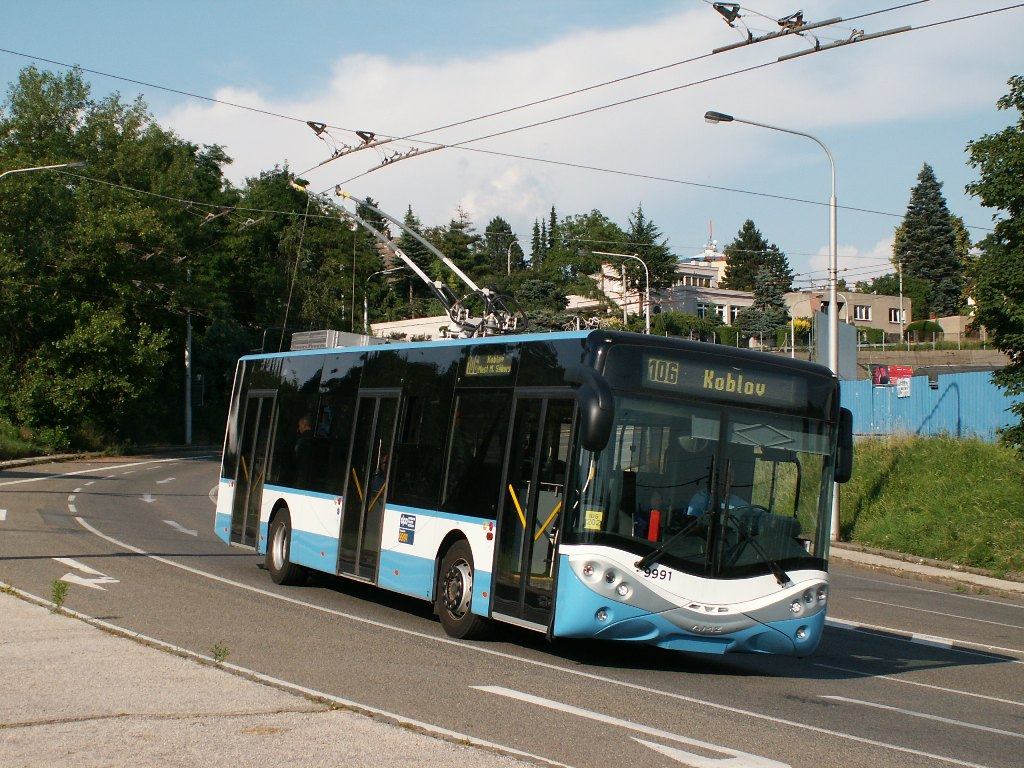
AMZ City Smile 12 T w Ostrawie

Pierwsze trolejbusy od Ursus Bus zostały wyprodukowane jeszcze przed połączeniem z AMZ Kutno dla MPK Lublin. W 2013 roku firma wygrała przetarg na 38 12-metrowych trolejbusów, który zrealizowała wraz z ukraińską firmą Bogdan. Powstałe trolejbusy oznaczono nazwą T70116.
Jednocześnie w 2013 roku AMZ Kutno dostarczył 1 trolejbus CS12T dla przewoźnika Ekova z czeskiej Ostrawy. Bazował on na komponentach firmy Cegelec, podobnie jak jego elektryczni odpowiednicy.
W 2017 roku Ursus Bus wygrał przetarg MPK Lublin na dostawę 15 sztuk przegubowych trolejbusów klasy MEGA. Jak zadeklarował producent, będą one należały do znanej rodziny City Smile. 18-metrowe trolejbusy, pod nazwą Ursus City Smile CS18LFT, zostały dostarczone do MPK Lublin w 2018r.